# Kanton Baños de Agua Santa
Der Kanton Baños de Agua Santa befindet sich in der Provinz Tungurahua zentral in Ecuador. Er besitzt eine Fläche von 1066 km². Im Jahr 2022 lag die Einwohnerzahl bei rund 21.900. Verwaltungssitz des Kantons ist die Kleinstadt Baños mit 13.000 Einwohnern (Stand 2010). Der Kanton Baños de Agua Santa wurde am 16. Dezember 1944 gegründet.

## Lage
Der Kanton Baños de Agua Santa liegt im Osten der Provinz Tungurahua. Das Gebiet liegt in der Cordillera Real. Der Kanton umfasst das Durchbruchstal des Río Pastaza. Die Fernstraße E30 (Ambato–Puyo) führt durch den Kanton. An der südlichen Kantonsgrenze erhebt sich der 5016 m hohe Vulkan Tungurahua.
Der Kanton Baños de Agua Santa grenzt im Osten an die Provinz Pastaza, im Süden an die Provinzen Morona Santiago und Chimborazo, im äußersten Südwesten an den Kanton San Pedro de Pelileo, im Westen an den Kanton Patate sowie im Norden an die Provinz Napo.

## Verwaltungsgliederung
Der Kanton Baños de Agua Santa ist in die Parroquia urbana („städtisches Kirchspiel“)
- Baños de Agua Santa

und in die Parroquias rurales („ländliches Kirchspiel“)
- Lligua
- Río Negro
- Río Verde
- Ulba

gegliedert.

## Geschichte
Entwicklung der Einwohnerzahl im Kanton Baños de Agua Santa bei landesweiten Volkszählungen zum jeweiligen Gebietsstand:
| Jahr                    | Einwohner | +/-    |
| ----------------------- | --------- | ------ |
| 1950                    | 9.421     | –      |
| 1962                    | 11.533    | 22,4 % |
| 1974                    | 12.866    | 11,6 % |
| 1982                    | 14.575    | 13,3 % |
| 1990                    | 15.416    | 5,8 %  |
| 2001                    | 16.112    | 4,5 %  |
| 2010                    | 20.018    | 24,2 % |
| 2022                    | 21.908    | 9,4 %  |
| Datenherkunft: Wikidata |           |        |